# Campeonato de Tercera División 1901 (Argentina)
El Campeonato de Tercera División 1901 fue el segundo campeonato de la tercera categoría del fútbol argentino, antecesor de la actual Primera C y Primera D. Fue organizado por la Argentine Association Football League, y disputado por 4 equipos.
En esta edición vuelven a jugar los mismos equipos de la temporada anterior excepto Lomas Academy.
El campeón fue el Alumni III, ganando así su segundo campeonato.

## Incorporaciones
| Incorporados a la Segunda División 1901 |
| --------------------------------------- |
| Lomas Academy                           |

## Equipos
| Equipo                       | Ciudad       |
| ---------------------------- | ------------ |
| Saint Andrew's Scots School  | Buenos Aires |
| Saint Andrew's Academy       | Buenos Aires |
| Escuela Nacional de Comercio | Buenos Aires |
| Alumni III                   | Buenos Aires |

## Sistema de disputa
Los equipos se enfrentaron bajo el sistema de todos contra todos a dos ruedas.

## Tabla de posiciones
| Pos. | Equipo                       |
| ---- | ---------------------------- |
| 1.°  | English High School III      |
| —    | Escuela Nacional de Comercio |
| —    | Saint Andrew's               |
| —    | Saint Andrew's Academy       |

|                                            |
|                                            |
| Campeón English High School III 2.º título |

## Descensos y ascensos
No existían ascensos durante la época, sino que los equipos se afiliaban a la categoría en la que consideraban que debían jugar, y en esta categoría generalmente inscribían equipos de juveniles.